# آرمناک قازاریان (سیاستمدار)
آرمناک قازارایان (Արմենակ Ղազարյան؛ ) یک سیاستمدار اهل ارمنستان است که از تاریخ تا تاریخ در دولت سمت وزیر آموزش و پرورش ارمنستان را بر عهده داشت.